# Kreis La Sarraz
| Kreis La Sarraz           | Kreis La Sarraz   |
| Basisdaten                | Basisdaten        |
| ------------------------- | ----------------- |
| Staat:                    | Schweiz           |
| Kanton:                   | Waadt (VD)        |
| Bezirk:                   | Cossonay          |
| Hauptort:                 | La Sarraz         |
| Fläche:                   | 43,98 km²         |
| Einwohner:                | 6869 (31.12.2023) |
| Bevölkerungsdichte:       | 156 Einw. pro km² |
| Aufgehoben am:            | 31. Dezember 2006 |
| Karte                     |                   |
| Karte von Kreis La Sarraz |                   |

Der Kreis La Sarraz (französisch Cercle de La Sarraz) war bis zum 31. August 2006 eine Verwaltungseinheit des Bezirks Aubonne im Kanton Waadt in der Schweiz. Sitz des Kreisamtes war La Sarraz.
Der Kreis umfasste neun Gemeinden und war 43,98 km² gross. Die Gemeinden des ehemaligen Kreises zählten Ende 2023 6869 Einwohner.
| Wappen          | Name der Gemeinde | Einwohner (31. Dezember 2023) | Fläche in km² | Einw. pro km² |
| --------------- | ----------------- | ----------------------------- | ------------- | ------------- |
| Chevilly        | Chevilly          | 337                           | 3,89          | 87            |
| Dizy            | Dizy              | 237                           | 3,04          | 78            |
| Eclépens        | Eclépens          | 1182                          | 5,80          | 204           |
| Ferreyres       | Ferreyres         | 319                           | 3,16          | 101           |
| La Sarraz       | La Sarraz         | 2598                          | 7,70          | 337           |
| Lussery-Villars | Lussery-Villars   | 473                           | 3,74          | 126           |
| Moiry           | Moiry             | 296                           | 6,66          | 44            |
| Orny            | Orny              | 500                           | 5,55          | 90            |
| Pompaples       | Pompaples         | 927                           | 4,44          | 209           |
| Total (9)       | Total (9)         | 6869                          | 43,98         | 156           |